# Leopold Heinrich von Schaumburg
Leopold Heinrich von Schaumburg (28. juli 1743 i Oldenswort – 19. september 1816 i Viborg) var en dansk generalkrigskommissær.
Han tjente fra 11. maj 1758 som kadet og officer ved adskillige regimenter og i lang tid ved Jægerkorpset i Kiel, blev 1798 major, krigs- og landkommissær, 8. januar 1802 sø- og landkrigskommissær i det 3. jyske distrikt og erholdt 1808 karakter som generalkrigskommissær.
Han blev gift 1. gang med Dorothea Christiane Louise Frieboe (1763-1792) og 2. gang 1802 i Viborg med Elisabeth Dorothea Werner (1772-1860).